# N3V Games
N3V Games (anciennement Auran) est une société australienne de développement de jeux vidéo basée à Brisbane en Australie. Fondé en 1995 par Greg Lane et Graham Edelsten, la société publie son premier jeu, Dark Reign: The Future of War, en 1997. Auran développe ensuite plusieurs jeux comme Trainz ou Fury jusqu'à ce qu’en 2005, Greg Lane quitte le studio avant que celui-ci ne devienne une filiale de N3V Games (anciennement N3VRF41L).

## Ludographie
- Dark Reign: The Future of War (1997)[2]
- La série des Trainz
- Bridge It
- Fury (2007)
- Battlestar Galactica (jeu vidéo) (2007)
- Harn: Bloodline[3]

### Source
- (en) Cet article est partiellement ou en totalité issu de l’article de Wikipédia en anglais intitulé « N3V Games » (voir la liste des auteurs).